# Porfiri de Gaza
Porfiri de Gaza   (Tessalònica, c. 347 (Gregorià) - Gaza, 26 de febrer de 420 (Gregorià)) va ser bisbe de Gaza des del 395 fins al 420, conegut per cristianitzar la recalcitrant ciutat pagana de Gaza i enderrocar els seus temples.
Porfiri de Gaza només es coneix per una viva biografia de Marc de Gaza i per una referència feta per Joan II de Jerusalem. La Vita Porphyrii sembla ser un relat contemporani de Porfiri que narra amb cert detall el final del paganisme a Gaza a principis del segle V. Tanmateix, el text ha estat vist per alguns al segle XX com una hagiografia més que com una història, i alguns elements del mateix són exemples dels esdeveniments ficticis estereotipats característics d'aquesta forma literària. D'altra banda, l'autor certament estava íntimament familiaritzat amb Gaza a l'antiguitat tardana, i les seves declaracions són d'interès per reflectir les actituds del segle V. El bibliotecari alemany Lucas Holstenius va escriure una biografia sobre el tema i va intentar localitzar els seus manuscrits.
Es diu que el seu cos està enterrat a l'església de Sant Porfiri, a la ciutat de Gaza, a Palestina. Un carrer de Żejtun, a Malta, porta el nom del sant.